# 粗砂岩

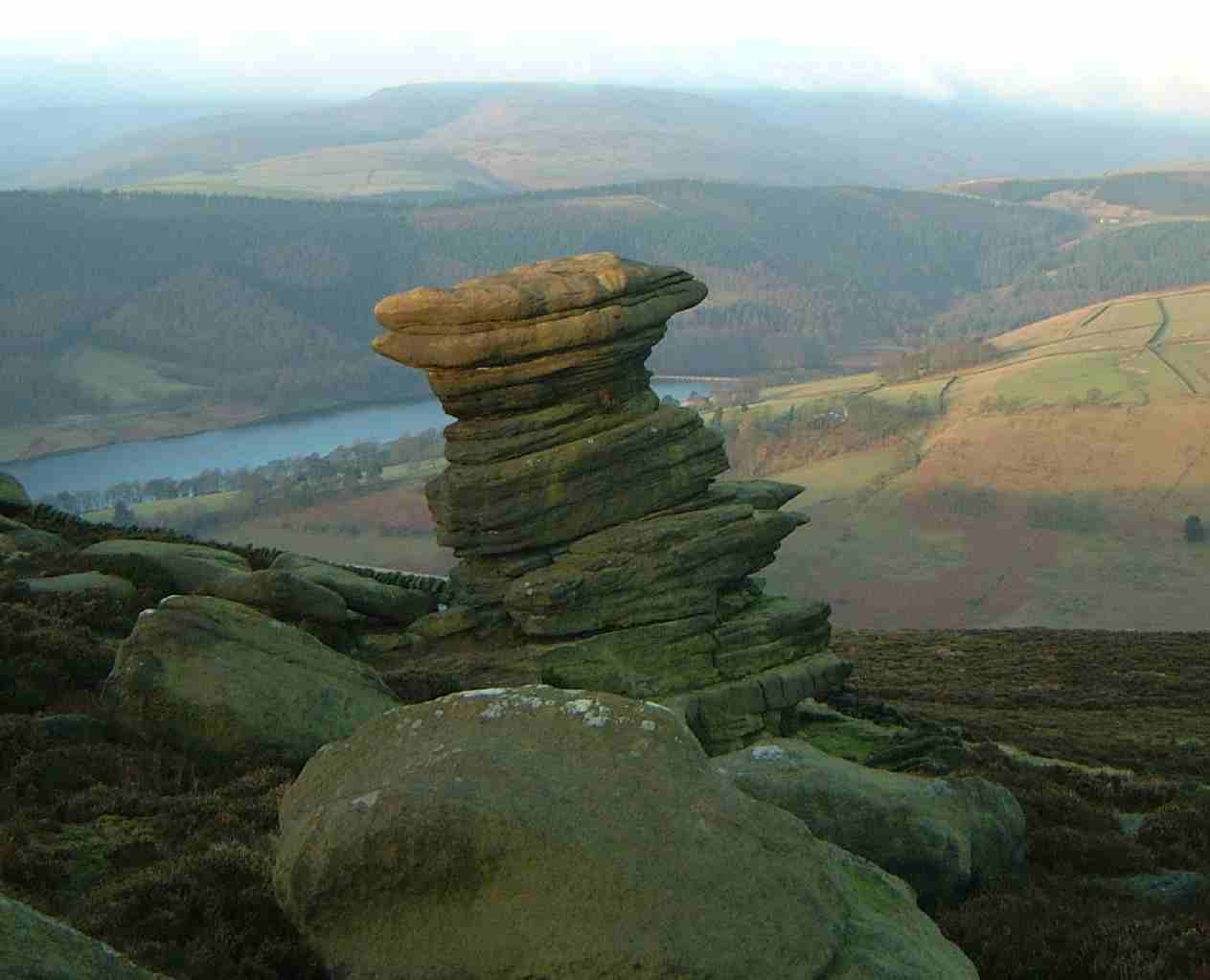
在英國 Peak District， Derwent Edge 上的鹽窖由粗砂岩組成

粗砂岩（英語：Gritstone）是一種堅硬的粗粒矽質砂岩。 該名詞常被用于建築材料所用的砂岩。 在英國粗砂岩常被用作磨石來磨麵粉，將木材磨成紙漿，以及用作磨刀石。“粗砂岩”常指由棱角顆粒組成的砂岩。 也包含小鵝卵石在内。 
“磨石粗砂岩組”(Millstone Grit Group)是在英格蘭北部的奔寧山脈（包括峰區）發現的一系列砂礫石的非正式地質名詞.。 這些沉積物是屬晚（上）古生代的石炭紀時期的三角洲沉積相。
在Peak District 的粗砂岩邊緣是一個有名的英國攀岩區，深受登山者的喜愛，被他們稱為“上帝的岩石” 。  因爲該區的粗砂岩，其表面很粗糙能提供較高的摩擦力，使登山者容易站在岩石上或抓住岩石中最細微的凸起。